# 冶天科技
冶天科技（英語：ATI Technologies Inc.），于1985年創立於加拿大安大略省萬錦，是一家专门设计与销售适用于个人电脑、机顶盒、數位電視、電子遊戲機及手提式設備等的顯示晶片、芯片组的無廠半導體公司。2006年7月24日被美國的超威半导体全資收購。ATI被收購前在北美、歐洲和亞洲等地曾擁有超過3,700名員工，2006年時營業額仍有22億美元之巨，後來AMD方面整合後，最終成為其顯示卡部門，並保留Radeon品牌進行銷售。

## 歷史

ATI的舊標誌，從1985年使用至2003年

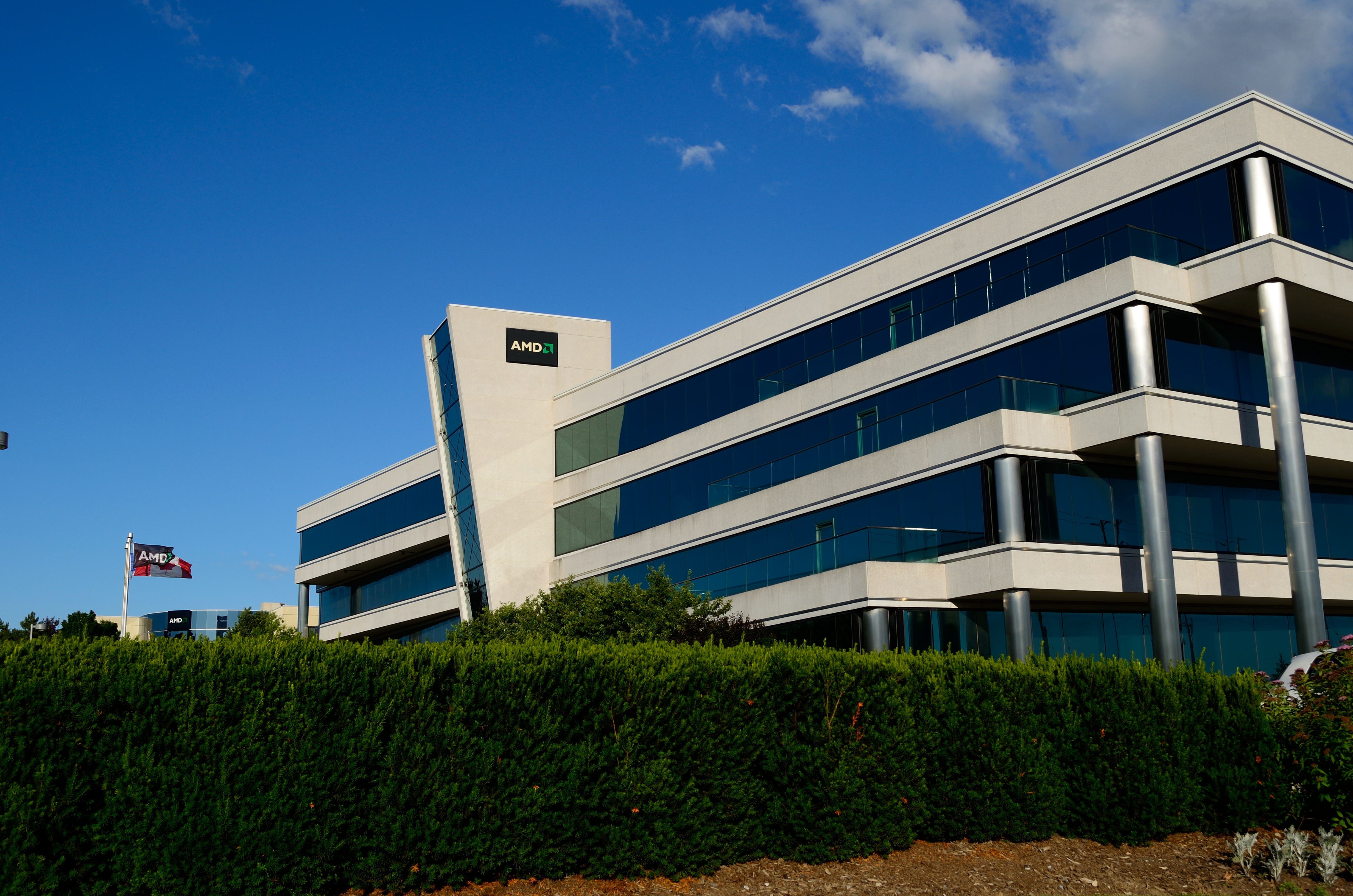
ATI的前總部，現為AMD公司的辦公室

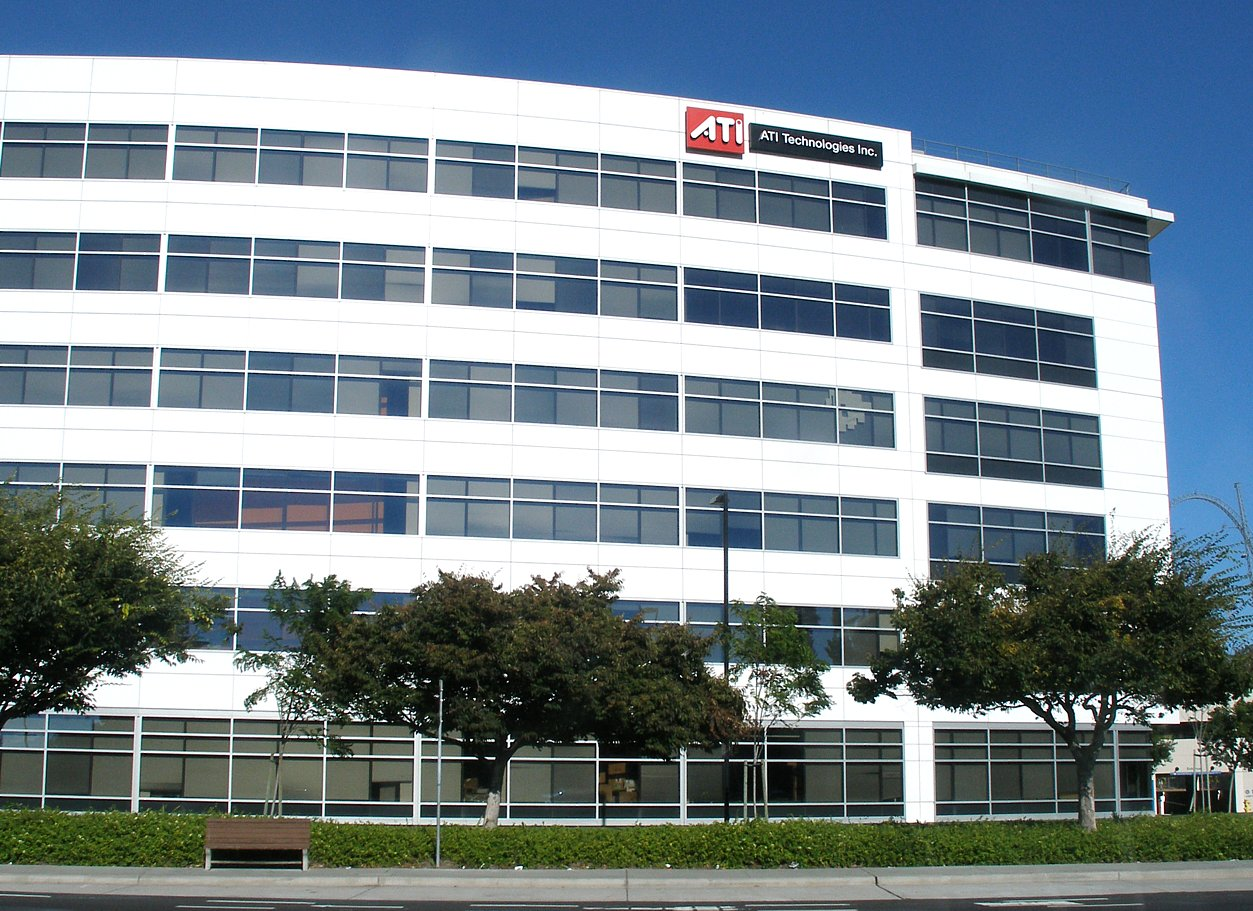
ATI矽谷辦公室

ATI公司由四位加拿大華人移民在1985年8月20日創辦，他們分別是來自香港的劉理凱（Lee Ka Lau）、劉百行（P. H. Lau）、何國源（Kwok Yuen Ho）、班尼·劉（Benny Lau）。
公司原名是Array Technology Inc.，五个月后更名为Array Technologies Inc.，1985年12月18日正式更名为现名ATI Technologies Inc。1993年11月，ATI成功在多倫多證券交易所上市。ATI原先是一間原始设备制造商，為大型個人電腦製造商製造顯示晶片，例如IBM。從1987年7月開始，ATI自立成為顯示卡零售商，銷售ATI EGA Wonder和VGA Wonder顯示卡。
在1997年，ATI成功收購當時他的最大競爭對手Tseng Labs，為公司加入40位新的工程師。在2000年，ATI收購ArtX，一間製造Flipper顯示晶片的公司，而Flipper晶片是任天堂GameCube的核心。往後，ATI為任天堂設計顯示晶片，用於其Wii主機。較早前，ATI已經為微軟的Xbox 360設計顯示晶片。
在2005年，ATI收購Terayon's Cable Modem Silicon Intellectual Property，鞏固其在數碼電視市場地位。
在2006年7月24日，ATI被AMD以54億美元收購，于10月25日收購完成，最終收購價格為43億美元現金，另加5800萬AMD普通股購買ATI所有普通股，摩根士丹利還另外貸款25億美元予AMD。收购后，AMD一直保留ATI品牌，作为旗下绘图卡业务的子品牌。直到2010年8月，在发布Radeon HD 6000系列显卡的同时，AMD宣布放弃ATI品牌。不過在2015年，AMD又將其繪圖技術事業部門單獨命名為Radeon事業部——Radeon是ATI也是其被收購後一直沿用的繪圖晶片品牌。

## 產品
另外，ATI除了為个人电腦製造高端GPU（ATI稱之為VPU），亦製造手提电腦（稱為Mobility Radeon）、PDA和手提电話（Imageon）版本GPU，整合型主機板晶片（Radeon IGP）。拜各式各样產品之托，ATI成為OEM和多媒体市場的王者。
ATI的主要競爭对手是NVIDIA。從2004年开始，ATI的旗艦級Radeon產品線，能与NVIDIA的GeForce產品線直接競爭。2004年第三季，ATI顯示卡的市場佔有率為59%，NVIDIA只是37%。長久以來，此兩公司已佔用最大市場佔有率。
從2005年开始，ATI与华硕等廠商合作，推出集成显示核心的晶片組。英特尔亦采用ATI的晶片組出售主板。
ATI於1996年引入All-in-Wonder概念。All-in-Wonder顯示卡的特色就是集成了電視卡，而卡的用料也比較高，目的是提高视频输出品质。顯示核心方面，它採用主流Radeon的顯示核心，與主流顯示卡一樣擁有高速的立體渲染性能。2006年，歐洲聯盟的危害性物質限制指令正式生效，這迫使ATI停止開發新的AIW顯示卡。AIW系列最強顯示卡就是AIW X1900。隨後，ATI更專注開發Theater系列電視卡。到了2008年7月尾，AMD重新推出AIW系列產品。顯示核心採用了Radeon HD 3650，分為HD和HD Premium版本。後者附設了一張影像輸入輸出子卡。顯示卡亦集成了TV Theater 650 PRO晶片，ClearQAM硬體MPEG-2解碼器。
其實ATI的競爭對手NVIDIA也推出過同類產品，名為Personal Cinema系列。

### 电腦顯示晶片
在2008年中，AMD宣佈會將FireGL和FireMV系列顯示卡合併為FirePro系列。前者會命名為ATI FirePro 3D Graphics，後者會命名為ATI FirePro Multi-View。
- Rage - ATI第一款3D加速器。支援DirectX 6，MPEG-1和MPEG-2加速
  - Rage Mobility - 是桌面平台的Rage低电壓版，主要用於Notebook，支援双顯示輸出
- Radeon
  - Mobility Radeon - 是桌面平台的Radeon低电壓版
- FireGL－2001年推出，建基於Radeon，ArtX團隊改造
- FireMV - 2D加速器產品

### 核心性產品

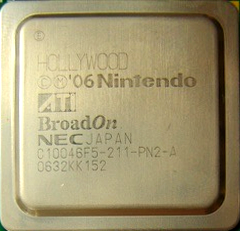
任天堂wii使用的Hollywood晶片

- Flipper - 这是一个用於Nintendo Gamecube的3D加速器，由ArtX开發。Flipper的功能類似Direct3D 7加速器。它有四條表現流水線，硬体支援T&L，有限度支援pixel shader。很創新的，此晶片整合了3 MB的1T-SRAM，作為極速低延遲（6.2 ns）記憶体。此記憶体用來存取紋理和Z-buffer數據。記憶体頻寛是10.4 GB／ 秒（當时的極速）。Flipper是由Nintendo 64 Reality Coprocessor團隊設計，前SGI成員。
- Xenos - 由ATI製造的微軟Xbox 360主機繪圖核心，並命名為代号"R500"或是"C1"，它還包含了其中名為embeddedDRAM（eDRAM）的特點。Xenos還有統一的遮罩架構可以動態讀取並平衡bank內相同效能單元間的像素與頂點處理。這大大地不同於以往桌上型電腦使用的顯示晶片，根據不同任務需求使用不同的bank。此晶片整合了記憶体，用於加快anti-aliasing的運算。Pixel和Vertex处理不再分开，同一处理單元可处理Pixel或Vertex數據。
- Hollywood - Nintendo的第七世代遊戲核心，同样是ATI設計，用於Wii。

### 手提式晶片
- Imageon－2002年發佈，志在為手提產品和手提电話帶來3D加速功能。後來的Imageon 2300包含3D引擎，MPEG-4解碼功能，JPEG編碼和解碼功能，支援二百萬像素數碼相機鏡頭。記憶体方面，支援2MB低功耗SDRAM。

2008年，在西班牙巴塞罗那举行的3GSM大会中，AMD發佈了新款的Imageon手机处理器。這次發佈有三款处理器，和兩款用於手提電話的顯示核心。顯示核心方面，AMD可以將有關的技術，授權給其他厂商，用以集成到其他產品中。。由於NVIDIA於較早的時候亦公佈了相關產品，這亦顯示出傳統的硬體廠商，開始將注意力放到流動裝置上。
這次發佈的新產品列表：
- 手机处理器
  - AMD Imageon D160 - 移动电视处理器，主要用於接收移动电视，支援DVB-T和DVB-H标准。
  - AMD Imageon M210 - 音频处理器，用於音频裝置中，支援長時間播放。
  - AMD Imageon A250 - 多媒体应用处理器，用於智能手机中，類似電腦的中央处理器。
- 顯示核心
  - AMD Z460 OpenGL ES 2.0 - 用作加速立體運算，為统一渲染架构。意法半导体的STn8820处理器已集成此顯示核心。
  - AMD Z180 OpenVG 1.x - 用作加速矢量图形的運算，例如Flash效果。

2006年AMD收購ATI。2009年1月，AMD出售Imageon予高通。隨後，Imageon被高通更名為Adreno。

### 晶片組
眼見NVIDIA推出nForce系列，ATI亦推出產品對抗。但南橋設計一直搞不好，經常靠外援。最初使用VIA，其後使用ULi（前稱ALi）。令ATI晶片組普及的原因，是客戶有所需求。傳統晶片組設計商不能跟上潮流，只推出支援DirectX 6或7的整合型晶片組，而ATI的晶片組已支援DirectX 9，客戶當然要技術和效能較強者。況且付多五美元，即猶如購買了一張低階顯示卡，ATI晶片組吸引力極強。而且，ATI在圖形設計已有堅固基礎，所以能輕易踏入整合型晶片組市場。第一代的ATI晶片組內建了Radeon 7000顯示核心，有支援AMD和Intel處理器版本之分，不過並沒有正式推出市場。其後推出內建Radeon 9100顯示核心的晶片組，並可支援雙通道記憶體，但對記憶體相容不足。與此同時，ATI推出沒有內建顯示核心的晶片組。之後再推出新晶片組，內建X300顯示核心。2005年，Intel宣布放棄低階市場，並使用ATI的整合型晶片組推出主機版。在其他主機版製造商陸續使用ATI產品下，令ATI晶片組的市場佔有率高過SiS。此時，NVIDIA為防止ATI威脅其晶片組地位，收購ULi間接斷絕其南橋供應。

#### Intel
以下是ATI推出的Intel平臺晶片組：
- IGP3xx
- 9000 IGP
- 9100 IGP
- RX 330
- Xpress 200 IE

#### AMD
AMD晶片組列表：
- IGP3xx
- 480X CrossFire
- 570X CrossFire
- 580X CrossFire
- AMD 690V
- AMD 690G
- AMD 740G
- AMD 760G
- AMD 770
- AMD 780V
- AMD 780G
- AMD 785G
- AMD 790X
- AMD 790GX
- AMD 790FX
- AMD 870
- AMD 880G
- AMD 890GX
- AMD 890FX

一路而來，ATI的南橋總是不甚完美，例如著名的USB問題，所以主機版製造商曾經使用ULi的南橋替代。
由於AMD已經併購ATI，ATI有關晶片組形號已經易名。例如原本的ATI Radeon Xpress 1600 CrossFire和ATI Radeon Xpress 3200 CrossFire會易名為AMD 480X CrossFire和AMD 580X CrossFire。新的命名方式是“AMD＋芯片组代号＋产品定位代码”。产品定位代码有支持CrossFire的X、高端的T、主流的G、低端的V和移动平台的M。

### 数字产品平台
當NVIDIA發佈APX 2500应用处理器後，意法半导体於翌日（即是2008年2月12日）亦發佈了相關处理器。該处理器由意法半导体和AMD合作研發，形號是Nomadik STn8820。
晶片的製程是65nm，集成了ARM1176处理器，核心頻率是528MHz，亦內建了一個AMD OpenGL ES 2.0顯示核心。由於顯示核心的功能與Xbox 360中的Xenos顯示核心相似，所以亦被称为mini-Xenos。與AXP 2500一樣，晶片支援720p高畫質影片播放功能。
在成本控制方面，意法半导体比NVIDIA的方案更好。其平台使用更少晶片，所以成本更低。

## 市場領導

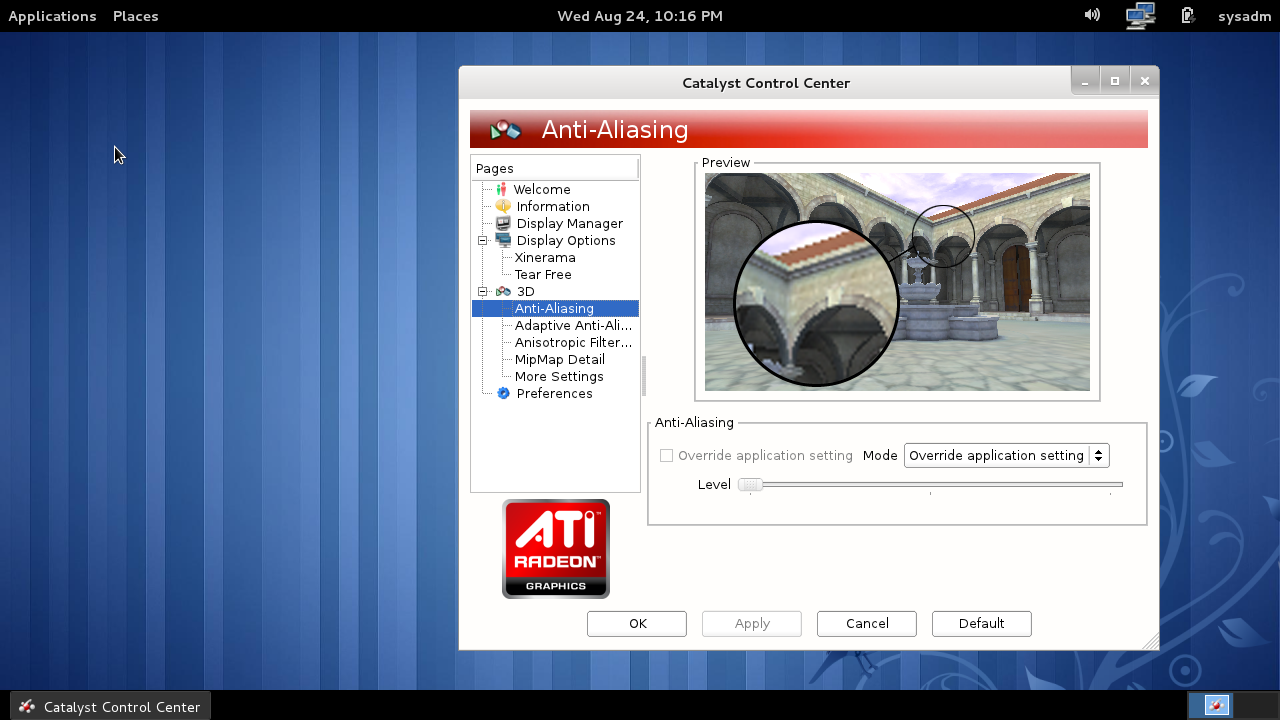
ATI Radeon顯卡的反鋸齒能力設定視窗

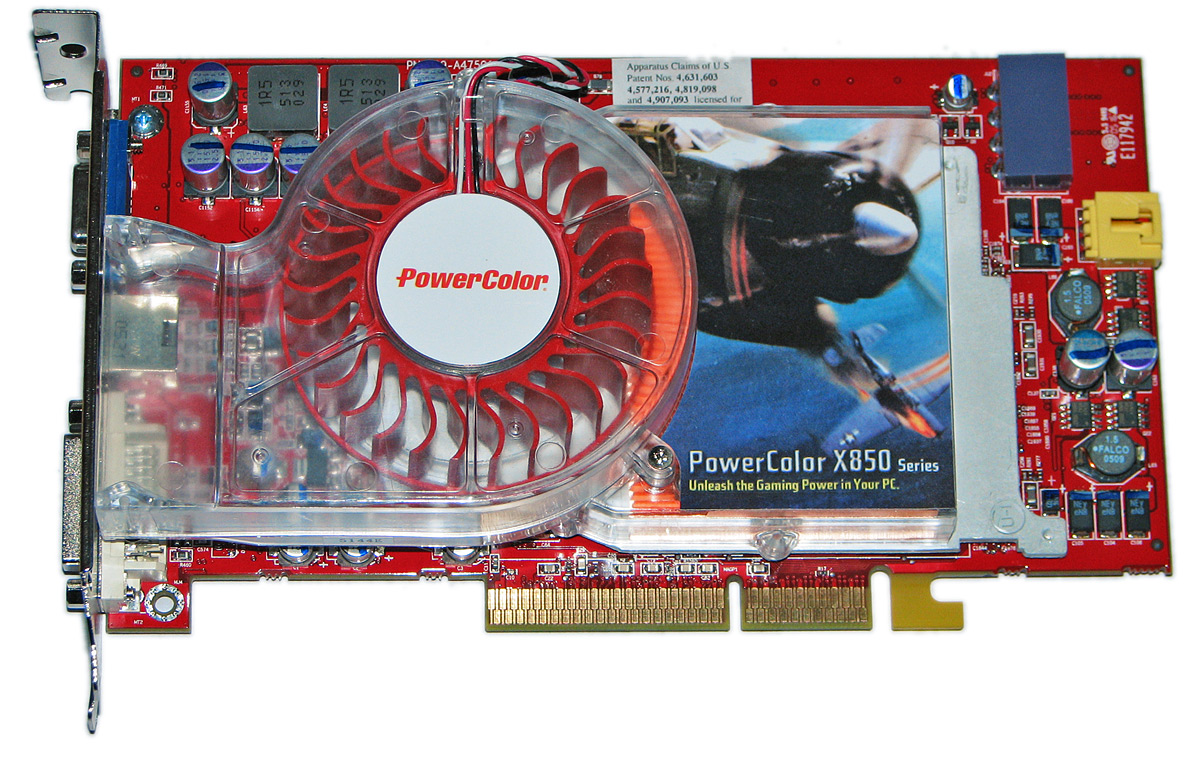
ATI Radeon X850XT

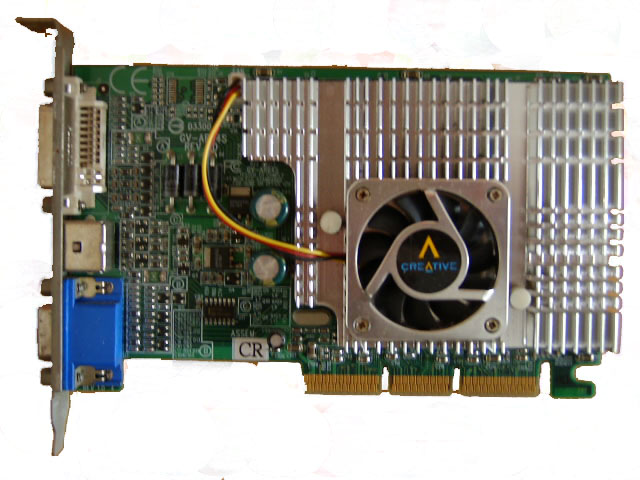
ATI Radeon 7500LE

ATI於1985年成立，為了公司前途，決定不再大量製造基本2D图像晶片。1987年，ATI發售EGA Wonder和VGA Wonder家族顯示卡。這些顯示卡功能都比IBM自身的顯示裝置（EGA and VGA）好。1991年5月，ATI發佈Mach8，ATI第一款优化微軟視窗的產品。CPU不再需要運算畫面資料，提升系統效能。1992年，發佈了Mach32，比前代產品有很大進步。
但第一款為人熟悉的多媒体晶片，应該是1994年推出的Mach64。尤其是Mach64硬体支援YUV-to-RGB顏色轉換，和硬体縮放。這样个人电腦能应付基本AVI和MPEG-1播放，而不需要昂貴的專用硬件解碼器。之後，Mach64-VT從CPU接过逐行掃描的工作。1996年的ImpacTV进一步支援800x600 VGA-to-TV編碼。而这些產品並不是太昂貴。
ATI在1996年發售第一款內置TV Tuner的顯示卡，是現代All-in-Wonder系列的前身。功能包括ATI第二代3D Rage II顯視晶片提供的3D加速、64-bit 2D效能、TV質素影象加速、影象擷取、TV Tuner、無閃爍TV-out和立体声TV声效。
但是，正當ATI与OEMs建立起优質多媒体卡的名譽，在1990年代後期，消費者亦要求強勁3D效能，這做成3dfx和NVIDIA的崛起。在1999年1月，All-in-Wonder 128伴隨着第一次警告。它包含Rage 128 GL繪图晶片，16 MB顯示記億体版本的銷售情況良好。但有所改進但延期的32 MB的版本則銷情不佳，原因是它的價錢与3D效能不配合。ATI必須發展整合型3D加速器，与NVIDIA當时正在設計的晶片競爭。
ATI第一款真正的3D晶片是3D Rage II。此晶片支援雙線性和三線性過濾。它亦支援Z-buffer，和一些Direct3D材質混和模式。但是像素過濾只是比S3的ViRGE略好，在當时來說是很差了。從特色來說，亦只比工作站級的Matrox的Mystique略好。
而1997年的3D Rage Pro，填充率效能改進到与原本的3dfx Voodoo Graphics一样，三角形形成引擎速度是1.2 M triangle／秒。單通道三線性過濾與一個完整的紋理完成混合。Rage Pro得到大批OEM訂單，原因是其優良的DVD播放效果和低廉的價格，但惡劣的驅動阻礙了它的發展。直到產品推出了接近兩年的1999年，才有一个達到应有水準的驅動。新驅動有20-40%的效能提升。隨後，ATI終於了解到發展驅動的重要性。
1997年，128 GL的研發得到Tseng Labs研發團隊的幫助。它的对手是RIVA TNT和Voodoo 2。先進的記憶體結構允許Rage 128在32bit渲染時，效能損失減至最低。不幸的是當時大多數电玩只支持NVIDIA領先的16bit渲染。
最終，RIVA TNT2蠶食了ATI原有的OEM市場，縱使ATI的產品能夠提供优質的DVD播放，售價低廉。1999年4月，Rage 128 Pro推出，功能包括非等方性濾鏡，更好的工三角形生成引擎，和更高的頻率。當時，Rage 128 Pro的MPEG-2加速技術為當時領先，能夠在Pentium III 600 MHz平台提供即時MP@HL（1920x1080）播放功能。ATI為了提高顯示卡性能，進行了一項名為"曙光女神"的實驗，亦即是MAXX技術。原理是將兩顆Rage 128 Pro顯核集成在同一塊PCB板上，类似Voodoo II的SLI。每個顯核交替運算畫面。但由於MAXX技術需要兩倍顯示記憶體，價格高昂，同時受制於差勁的驅動程式，性能不佳，這計劃並不成功。最後，ATI停止主流多顯核顯示卡的研發。
ATI擅於製造低端的OEM顯示卡。那些顯示卡擁有不俗的2D效能、DVD加速和完美的3D功能。但ATI不能在高端市場有效地挑戰他人。在2000年3月的遊戲開發者論壇上，開發者都渴望知道有關第六代繪圖核心的資料，雖然大多數人士都抱懷疑態度。這段時期，很多公司都發佈不能如期、或冒險地付運的產品。然而，ATI在遊戲開發者論壇上閉門展示其新型繪圖核心的測試版，新產品命名為Radeon 256。
於2000年，ATI發布了Radeon核心（R100）。ATI建基於這個核心的新顯示卡原命名為Radeon 64，代表它支援64MB DDR RAM，但最終更名為Radeon 7200，代表它支援DirectX 7。R100核心起初支持了一些顯著的功能，例如完整的DirectX 7凸凹紋理映射（浮雕，點積3和環境映射凹凸貼圖），硬體3D陰影，硬體個別畫素抖動消除技術和一些DirectX 8的像素著色效果。不幸地，ATI使用了2條像素流水線的設計，每條像素流水線有3個光柵單位（即是2*3架構）。對手NVIDIA的GeForce 2晶片使用了4條像素流水線的設計，每條像素流水線有2個光柵單位（即是4*2架構）。那時，很少3D程式每個週期利用到多過兩個紋理運算，所以Radeon的第三個光柵單位很少被利用到。
ATI證明原先的Radeon 64並不是唯一的架构。隨後在2001年，ATI推出了第二代Radeon核心 - R200，即是Radeon 8500。R200的像素流水線架構與NVIDIA的GeForce 2系列相同，它們都是4條像素流水線的設計，每條像素流水線有2個光柵單位。原先Radeon 8500核心頻率是300MHz，但核心不能承受。最後，ATI的零售產品盒和文件都標榜Radeon 8500的填充率是300MHz的2.4 GTexel/s，但卡的核心頻率調低到只有275MHz。NVIDIA很快的推出頻率更高的GeForce顯示卡。當時NVIDIA最強的GeForce 4 Ti顯示卡能提供更強大的效能，但ATI的顯示卡能提供更好的圖像質素和著色效果。事實上，由於R200支援DirectX pixel shader 1.4，所以它依然支援很多2005年的電玩，但同期的GeForce 4只支援pixel shader 1.3，兼容度比Radeon 8500略遜一籌。
在這個時期，ATI為了對抗NVIDIA，開始銷售顯核予顯示卡厰商，而顯示卡會附上"Powered by ATI"字樣。這個突然的轉變令NVIDIA措手不及，嘗到了自不幸的NV1計劃以來第一次失敗。此外，ATI推出了由R100核心發展而成的RV200，即Radeon 7500。RV200的功能與R100相同，但核心頻率大幅提升至290 MHz。ATI亦推出了只有單條流水線的Radeon 7000。最後，多餘的R100顯核則以Radeon 7200的姿態出現。
Radeon 8500受到OEMs的歡迎，這是由於它與主機板的相容性比NVIDIA的產品高。驅動程式仍舊是ATI的弱點，但隨著時間的推進，已有相當的進步。Radeon 8500顯示卡系列的良好性能和功能，使ATI正式成為NVIDIA的對手，而其他顯示卡厰商，例如3dfx，早已於2000年結束業務。2002年，ATI亦推出了催化劑（Catalyst）驅動程式套裝，它的質素，相容性和效能都比前代驅動程式進步。
對於NVIDIA，Radeon 256和Radeon 8500是警告，示威著NVIDIA自以為理所當然的高聳市場地位。2002年對於ATI是決定性的一年，ATI突如其來發佈了新的Radeon結構。第三代Radeon是從頭研發的DirectX 9顯示核心，Radeon 9700（R300）是歷史中其中一個最創新的產品。此外，ATI勝過NVIDIA的DirectX 9晶片數個月。縱使R300使用當時最強的四條像素流水線架構，但沒有電玩利用到此架構的優勢。
Radeon 9700高效能的原因在於它擁有256bit記憶体頻寬。在此之前，所有高性能顯示卡，如TNT和Rage 128，都只是擁有128bit記憶体頻寬。縱使兼容度比GeForce 4，甚至是自家的Radeon 8500差，但記憶体頻寬比那些卡多很多。事實上，NVIDIA的GeForce FX 5800使用了128bit記憶体頻寬，影響效能發揮。
從此，ATI在高端市場保持著優勢，並將技術推廣到市場分額最大的中低端市場。ATI決定銷售R300的削弱版，使它成為中端市場產品，並命名為Radeon 9500。而Radeon 9500 Pro則配備了R300核心，但只使用了128bit記憶體頻寬，核心頻率為275MHz。這張顯示卡比最快的GeForce 4顯示卡還快，尤其是DirectX 9。
R300引起顯示卡廠商的注意。為了滿足中端市場的需求，ATI甚至容許廠商售賣Radeon 9700顯示卡的削弱版，但一半的像素流水線被遮蔽掉了。這些顯示卡與一般的Radeon 9500 Pro顯示卡不同，它有256bit記憶體頻寬，但只有四條像素流水線，性能比一般的差。熱衷硬件者發現能輕易透過破解驅動，重開被遮蔽掉的像素流水線，令價錢一般的Radeon 9500搖身一變成為昂貴的Radeon 9700顯示卡。
低端市場方面，ATI推出了RV250。它是建基於Radeon R200核心，但每條像素流水線的光柵單位減半。這個架構與原本的GeForce相同，但Radeon 9000的效能與Radeon 8500差不多。它與只有兩條像素流水線的GeForce 4 MX競爭。而原先的R200核心則被包裝成Radeon 9100出售。由於Radeon 9100每條像素流水線的光柵單位數目與Radeon 8500相同，所以效能比Radeon 9000好。Radeon 9200（RV280）是RV250的AGP 8X版本。Radeon 9100 IGP是整合型顯示卡，只有兩條像素流水線。這個時期的ATI顯示卡命名比較混亂。
ATI在2003年推出了Radeon 9800 Pro（R350）以取代Radeon 9700。對比NVIDIA的GeForce FX 5800，它的功耗比較低，但效能更好。在中端市場方面，推出了Radeon 9600（RV300），像素流水線數目比9800 Pro減半。它的效能比Radeon 9500 Pro（R300）稍低，但功耗亦比較低。在DirectX 8應用下，它的效能比Radeon 8500（R200）和Geforce 4低，但DirectX 9則搖搖領先，這是由於那些舊卡並不支援DirectX 9。
據Mercury Research所說，ATI市場佔有率在2004年第三季由4%升至27%，而NVIDIA的市場估有率由23%降至15%。而市場估有率第一則是Intel，估有率是39%，縱使只是銷售整合型顯示卡。
在2005年，ATI開始銷售X800 XL PCI-E顯示卡，它是X800核心的110納米製程版本。而原先的X800核心則採用130納米low-K製程。X850是當時ATI的高端顯示卡，以取代Radeon 9800。但不支援32bit渲染和SM 3.0令它難以與NVIDIA GeForce 6競爭
在2005年10月，ATI終於推出90納米製程的Radeon X1000系列顯示卡。其實早一年前已敲打出最初版本。但由於一個迴路上的故障，令最終頻率降低了150 MHz，最終令大規模生產延遲了數個月。這個關鍵性的的延遲令NVIDIA的7800系列顯示卡搶盡了高端市場。縱使ATI保持了市場估有率，但利潤則減少了。